# Boughton House
Boughton House est un château anglais situé dans la paroisse de Weekley dans le Northamptonshire, en Angleterre, à environ 3 milles (4,8 km) au nord-est de Kettering. Il est situé dans un domaine de 11 000 acres (4 451,5 ha).
La demeure actuelle est construite par Ralph Montagu (1er duc de Montagu) (décédé en 1709) immédiatement après 1683, lorsqu'il hérite du domaine de son père, dont le propre grand-père Edward Montagu, Lord Chief Justice, l'avait acheté en 1528. Le 1er duc a été ambassadeur en France dans les années 1670 et est très influencé par l'architecture française contemporaine et la conception des jardins, en particulier par le château de Versailles, dont il reproduit le style à Boughton.
Constituant aujourd'hui l'une des propriétés de Richard Scott (10e duc de Buccleuch), descendant du constructeur, elle est connue pour son esthétisme, ses collections et pour avoir survécu pratiquement inchangée depuis le XVIIe siècle. Tout en possédant un noyau médiéval, son extérieur évoque un château français du XVIIe siècle, ce qui lui vaut d'être appelé The English Versailles (un surnom également donné à Petworth House dans le Sussex, entre autres).
Boughton House est un lieu utilisé pour des événements, des mariages, des activités d'entreprise et de groupes organisés. La demeure ouvre à des dates précises pour les visites guidées. Elle est classée Grade I.

## Histoire

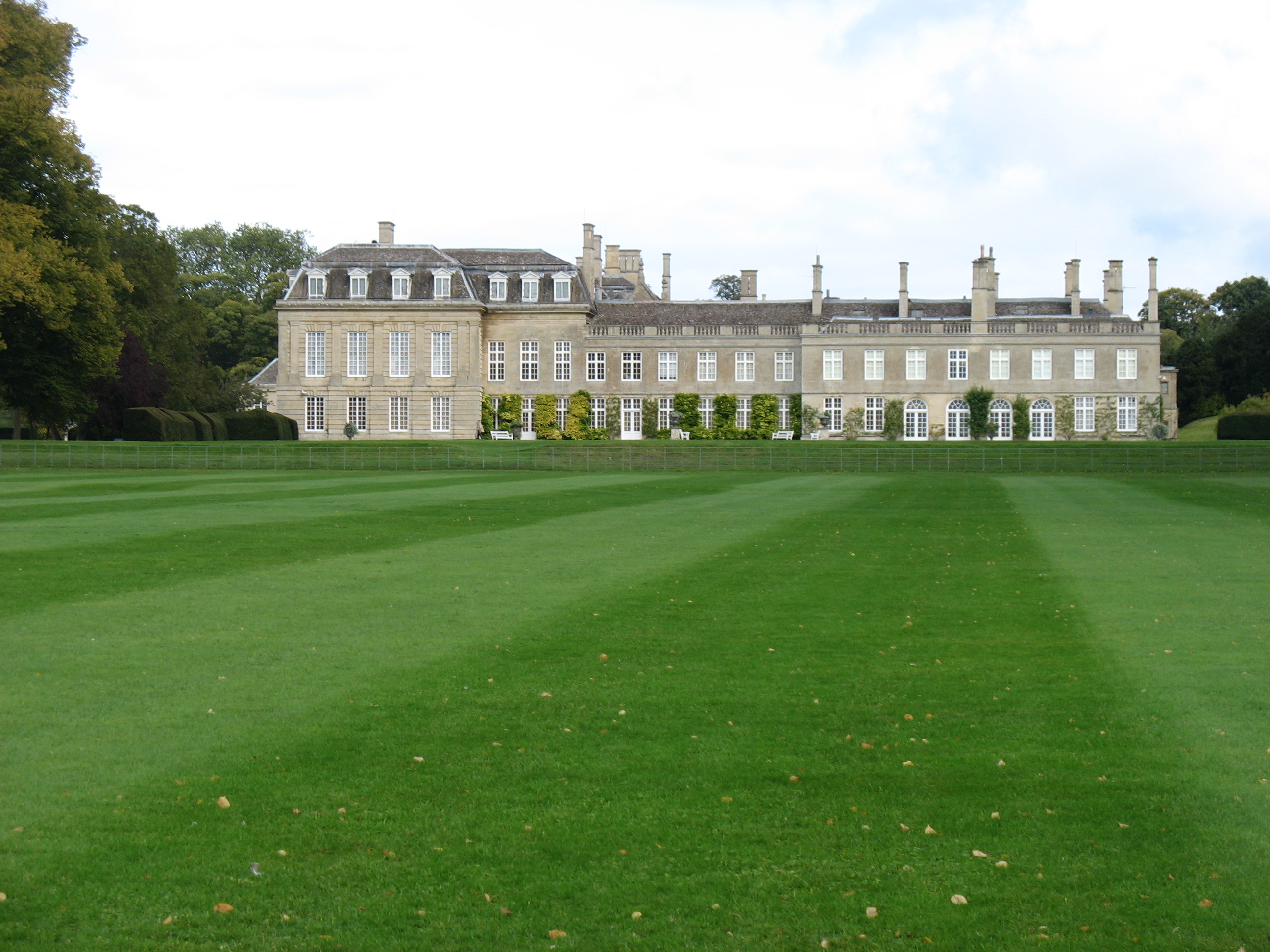
Façade ouest.

La maison d'origine est un bâtiment monastique ; Edward Montagu, Lord Chief Justice du roi Henri VIII, l'achète en 1528 juste avant la dissolution des monastères et commence à la convertir en manoir. La majeure partie du bâtiment actuel est l'œuvre de Ralph Montagu (1er duc de Montagu) (décédé en 1709) qui a hérité de la maison en 1683.
Ralph Montagu, 1er duc de Montagu, est le mécène de nombreux artisans huguenots. Le mouvement huguenot joue un rôle important dans sa création du Versailles anglais.
Montagu est ambassadeur anglais en France ; Boughton House montre de fortes influences architecturales françaises. Son fils, John Montagu (2e duc de Montagu), apporte peu de modifications à la maison, mais modifie radicalement le paysage et les jardins après son retour de campagne en Europe avec son beau-père, John Churchill (1er duc de Marlborough).
Après la mort de George, 3e duc de Montagu, en 1790, la maison passe, par le mariage de sa fille, Elizabeth, à Henry Scott, 3e duc de Buccleuch, 5e duc de Queensberry. À partir du milieu du XVIIIe siècle, Boughton House est peu utilisée ou modifiée, mais est bien entretenue. Pour cette raison, elle possède certaines des salles d'apparat baroques les mieux conservées des îles britanniques. Selon Robert Edmonds, intendant des terres à Boughton House en 1797, « en 1792, les jardins de Boughton ont été ouverts sur le parc et les cerfs et autres animaux ont été admis. Une amélioration considérable y a été apportée au moyen de la boue qui a été retirée des étangs. »
À la fin du XXe siècle, Boughton devient la maison douaire de Marie (« Mollie »), duchesse de Buccleuch, veuve du 8e duc, qui lui redonne vie. Le célèbre chroniqueur Chips Channon, invité en 1945, écrit :  « C'est une maison de rêve avec une qualité étrange et somnolente, mais sa richesse, sa beauté et ses possessions sont stupéfiantes. Tout a appartenu à Charles Ier, ou à Marie de Médicis, ou a été donné par Louis XIV au duc de Monmouth. . . Il y a 72 miles de routes dans le parc. . . Le panorama depuis la terrasse ici est comme un Claude Lorrain. . . Mais c'est le calme, le calme curieux de Boughton qui impressionne le plus. »
Après la mort de la duchesse douairière Mollie en 1993, John Scott (9e duc de Buccleuch) ouvre Boughton à de petites visites à travers des organisations artistiques ; la demeure est maintenant ouverte au grand public pour des visites guidées pendant quelques semaines chaque année.

## Description
Boughton contient une collection de meubles, de tapisseries, de porcelaines et de tapis. La collection d'art comprend de nombreuses peintures remarquables telles que L'Adoration des bergers d'El Greco, le portrait de Mary Montagu de Thomas Gainsborough, une célèbre série de grisailles d'Antoine van Dyck et Breaking Cover de John Wootton.
Autrefois une salle des domestiques, située à côté de la cuisine, l'armurerie abrite aujourd'hui ce que de nombreux experts considèrent comme l'une des plus belles armureries privées du pays, une collection historique qui doit beaucoup à Jean, 2e duc de Montagu (1690-1749).

## Jardin

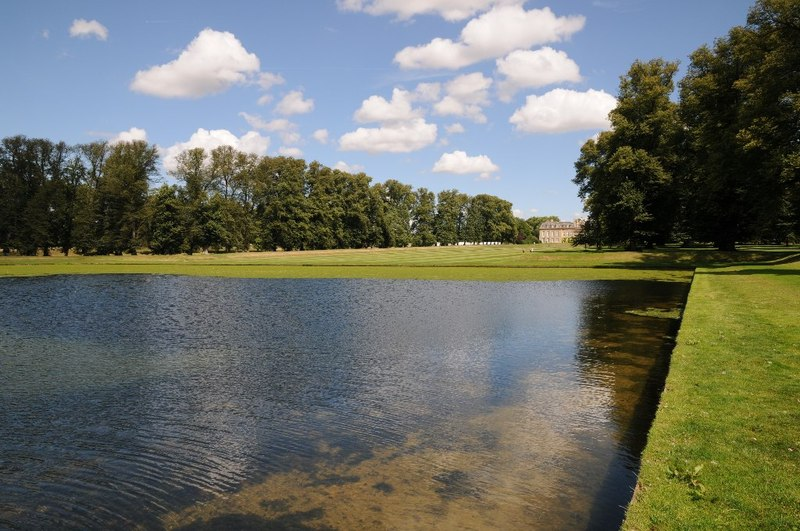
Lac.

En accord avec le style français de son extérieur, Boughton House est situé au milieu d'un jardin formel très impressionnant, mais arcadien, de géométrie stricte, conçu sur le nombre d'or. De vastes étendues de gazon, des plans d'eau réfléchissante, de fortes lignes d'arbres et des formes de terre linéaires créent un paysage intellectuellement méditatif caractéristique du siècle des Lumières et de l'idée qu'un jardin pourrait être un voyage de l'esprit, tout en reconnaissant le monde naturel. Le 2e duc, que l'on surnommait John The Planter (Jean le Planteur), supprime les parterres ornementaux, multiplie les allées d'ormes et de platanes, et développe le rôle de l'eau qui structure le jardin. Plus tard, le paysagiste du jardin de Stowe House, Charles Bridgeman, qui est sous son autorité, aurait créé les formes sculpturales du terrain.
La restauration du jardin est commencée par le 9e duc et se poursuit sous le Richard Scott (10e duc de Buccleuch). Elle comprend le retour de la rivière Ise à sa largeur du XVIIIe siècle, ce qui nécessite deux milles de planches en chêne vert, fixées par des tire-fond. En 2009, le paysagiste Kim Wilkie est chargé de créer une nouvelle œuvre pour compléter un support gazonné pyramidal existant. Le résultat, appelé Orphée, porte le nom du célèbre musicien de la mythologie grecque qui, à la mort de sa femme Eurydice, est descendu dans le monde souterrain pour tenter de la recouvrer. Sa musique était si belle qu'Hadès céda et permit à Eurydice de retourner dans le monde des vivants. Cette forme de relief frappante prolonge de manière transparente le dialogue intellectuel du jardin via une immense pyramide inversée et une rille en spirale, toutes deux situées dans un nombre d'or. En 2015, The Grand Étang, ou « grand lac » en français, un lac disparu depuis longtemps de près d'un acre avec un jet d'eau de 1,5 m de haut, est recréé pour refléter à nouveau la façade principale de Boughton. Situé immédiatement au nord-ouest de la maison, c'est l'un des premiers éléments survivants des jardins d'origine et du paysage dessiné. Il a été créé au début du XVIIIe siècle comme miroir d'eau pour la maison et était également utilisé pour le patinage sur glace en hiver.

## Événements récents
En 2012, des partitions inconnues de musique baroque italienne, notamment d'Antonio Vivaldi, sont découvertes dans la Montagu Music Collection à Boughton. Depuis 2014, Boughton accueille le festival Greenbelt, un festival des arts, de la foi et de la justice organisé chaque année en Angleterre depuis 1974.
Dans Les Misérables (film, 2012), Broughton House est le domaine familial de Marius, l'un des protagonistes. Une projection en plein air du film a ensuite eu lieu sur la propriété.
Broughton est aussi un lieu de tournage d'An American Aristocrat's Guide to Great Estates en 2020.